# 霧多布湿原

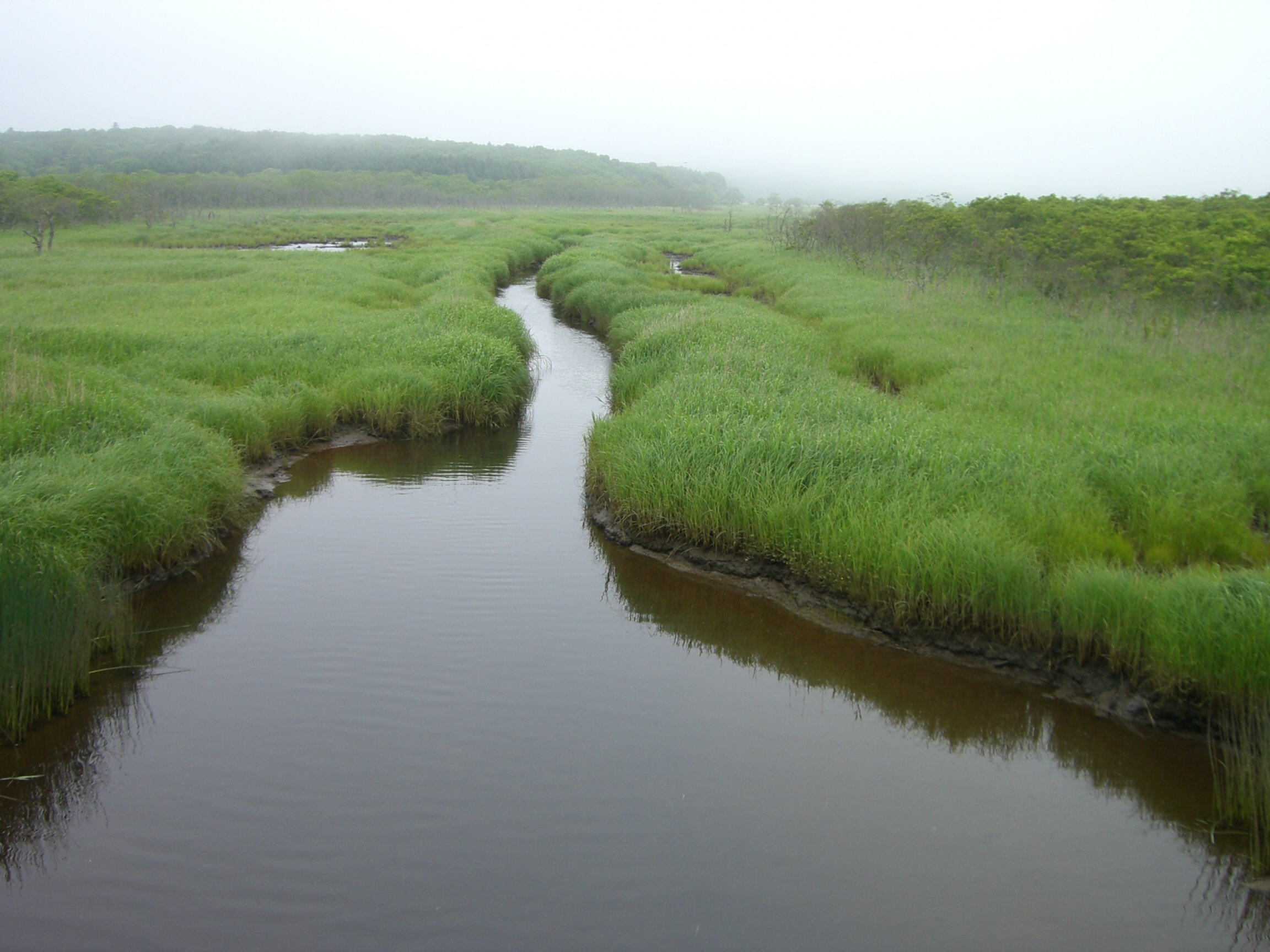
湿原中心部の泥炭地

霧多布湿原（きりたっぷしつげん）は、北海道厚岸郡浜中町にある湿原。厚岸道立自然公園に含まれる。面積は3,168 haで、釧路湿原、別寒辺牛川流域湿原、根釧原野湿原群、サロベツ原野に次いで国内5番目の広さである。春（6月）から秋（9月）までさまざまな花が咲き湿原を彩り、花の湿原とも呼ばれる。

## 概要
湿原中心部の泥炭で形成された高層湿原部分803 haが、1922年（大正11年）10月12日に国の天然記念物「霧多布泥炭形成植物群落」に指定された（保全を目的として指定当時より周辺国有地86 haが追加されている）。1993年（平成5年）6月1日に、厚岸湖と別寒辺牛湿原とともに、国指定厚岸・別寒辺牛・霧多布鳥獣保護区（集団飛来地）に指定された（総面積11,271 ha、うち特別保護地区7,781 ha）。また1993年6月10日にラムサール条約登録湿地にも登録された（範囲は2,504 ha）。2001年には北海道遺産に選定された。
1986年（昭和61年）には湿原の環境保護のため地元の有志により民有の湿原を借り上げ自然を保全する活動が開始され、その後NPO法人霧多布湿原ナショナルトラストが保全活動を活動を行っている（後述）。
1993年（平成5年）に湿原北側の丘の上に浜中町によって霧多布湿原センターが建設された。センターには専門員が駐在するほか、湿原について分かりやすく展示解説されており、望遠鏡などでタンチョウなどの野生動物が観察できる。また2階は喫茶コーナーが設置され、地場の食材を活用した食事が食べられる。
2005年（平成17年）からは指定管理制度によってNPO法人霧多布湿原ナショナルトラストが管理運営を行っている。

## 位置

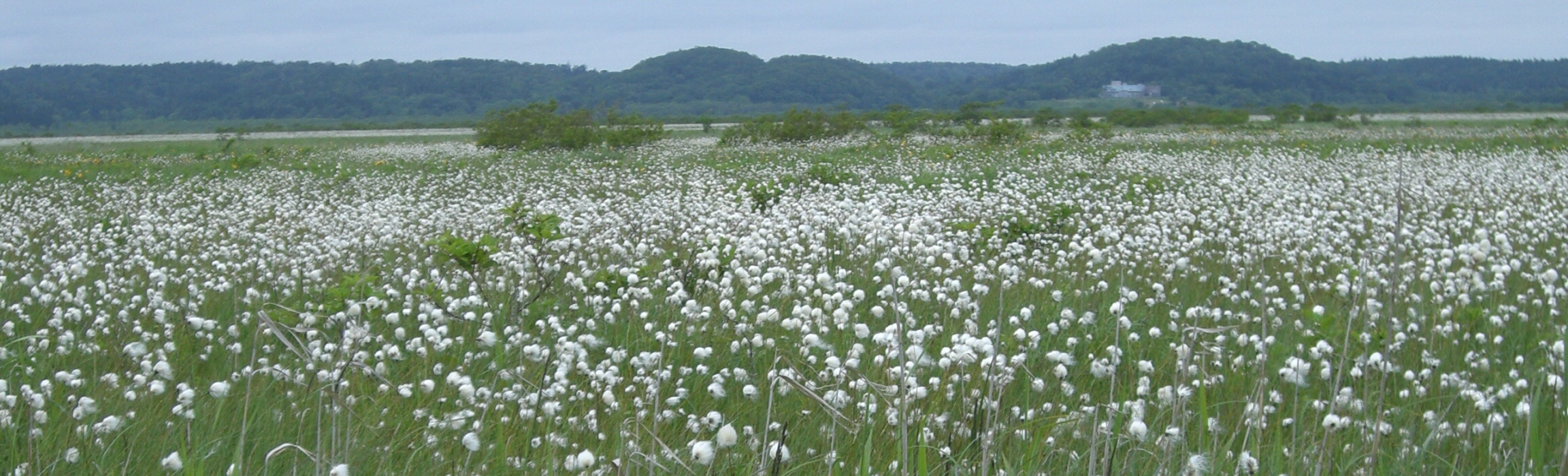
7月初旬、白いワタスゲの実

北海道の東部、釧路と根室のほぼ中間の太平洋岸にある。南西から北東に延びる海岸線に沿って長さ約9 km、奥行き約3 kmに広がる。
「霧多布」の地名はアイヌ語の「キタプ」（茅・を刈る・ところ）に字を当てたものとされるが、実際に北海道東部太平洋沿岸に特徴的な海霧の影響を受け、霧の多い土地である。湿原南部の琵琶瀬湾には漁港があり近海の魚介の水揚げや昆布漁を行っている。本来の霧多布の集落は湿原から霧多布大橋を渡った湯沸島（霧多布島）にあり、浜中町役場や温泉施設もここにある。霧多布岬（島の東端）の沖にある小島（無人島）は、絶滅危惧種エトピリカの生息地である。
湿原の中心を横断する道（一般道道琵琶瀬茶内停車場線）は湿原保存のため道の下を水が通る構造になっている。この道はMGロード（Marshy Grassland Road）の愛称が付けられ、歩道が整備され、各所に見晴らし場所や記念碑が設けられている。
西側の高台には琵琶瀬展望台、北側の丘の上には霧多布湿原センターがある。

## 花の湿原
花の湿原と呼ばれるのは釧路湿原などに比べて花の種類が多く花の密度が高いためである。原生花園が広がり、春から秋にかけ多様な花が咲く。特に初夏を告げる白いワタスゲ、夏の訪れと共に咲く黄色いエゾカンゾウなどは湿原一面を彩る。夏には数組のタンチョウが繁殖を行っており、ツル以外にもさまざまな鳥類が観察できる。また天然記念物に指定されている湿原のコア部分（約800ha）に立ち入る際には文化庁長官の許可が必要であるが、コア部外の湿原内には観察のための木道や展望台が整備されている。
湿原を彩る花は以下のとおりである（季節順）。
- ミズバショウ、白（6月）
- クロユリ、濃紫（6月）

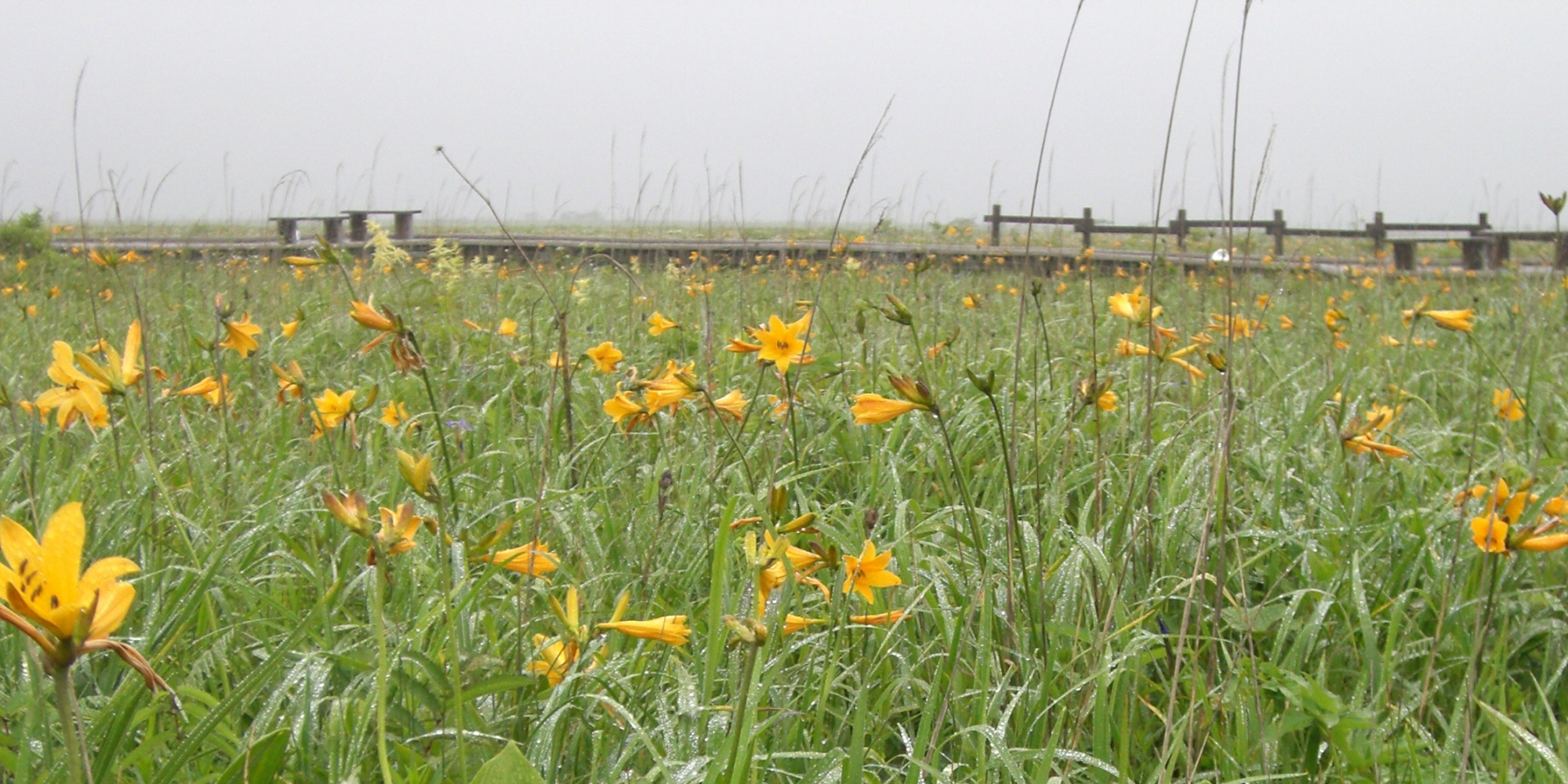
エゾカンゾウ。奥に木道が見える

- ワタスゲ、白い綿毛は実の時期のもの（6 - 7月）
- ヒオウギアヤメ、青紫（7月）
- エゾカンゾウ、黄色（7月）
- ノハナショウブ、赤紫（7月）
- ハマナス、赤（7月）
- エゾリンドウ、青（9月）

## 湿原の成り立ち
約6000年前の縄文時代は世界的に今よりも気候が温暖で、極地の氷床が大量に溶けて海水面が上昇したことが知られている（縄文海進を参照）。当時は霧多布湿原も釧路湿原も陸に大きく入り込んだ湾であった。その後、気候の冷涼化に従って海水面が低下したが、霧多布では海岸部に砂丘があったため内陸側に沼が残った。この沼が水はけの悪い低地となりアシ、スゲ類、ミズゴケなどが繁茂して湿原が形成されていった。

## ナショナル・トラスト運動
湿原の中心部は天然記念物であるが周辺部は民有地である。1986年（昭和61年）、地元の有志を発起人として、美しい花の湿原を後世に残すことを目的に「霧多布湿原ファンクラブ」が発足した。この活動は2000年（平成12年）にNPO法人である「霧多布湿原ナショナルトラスト」に受け継がれた。このトラストは民有地の買い上げや、湿原観察のための木道などの整備、自然を大切にする教育・啓蒙などの活動を行っている。これらの活動が評価され、同法人は2007年（平成19年）11月に第3回エコツーリズム大賞を受賞した。